# Hedwig Village
Hedwig Village város az Amerikai Egyesült Államok Texas államában, Harris megyében. Lakosainak száma 2370 fő (2020. április 1.).

## Népesség
A település népességének változása:

| 2010 | 2 557 |
| 2020 | 2 370 |